# Bitwa pod Ramlą (1102)
Druga bitwa pod Ramlą(w historiografii znanej też jako Ar-Ramla) – starcie zbrojne, które miało miejsce 17 maja 1102 roku pomiędzy siłami Królestwa Jerozolimskiego i Fatymidów z Egiptu. Przyczyną bitwy, podobnie jak tej rozegranej rok wcześniej były nieustające najazdy muzułmanów na ziemie łacinników i ich wasali, dokonywane z Askalonu – twierdzy Fatymidów w Palestynie. Obydwie armie spotkały się pod Ramlą, która leżała na drodze z Askalonu do Jerozolimy.
Mający pod swoją komendą około 500 rycerzy Baldwin I, król jerozolimski, został wprowadzony w błąd co do liczebności sił przeciwnika przez swych zwiadowców. Myśląc iż ma przed sobą niewielki oddział wojsk egipskich (W rzeczywistości  armia Al-Afdala liczyła około 20 000 żołnierzy) zdecydował się na bitwę. Pomyłka zwiadu wyszła na jaw już w trakcie walki, kiedy to większość rycerzy uderzyła na główne siły Fatymidów i została rozgromiona. Większość łacinników zginęła, ale część, jak na przykład Odo Arpin z Bourges, dostała się do niewoli. Baldwinowi i kilku jego towarzyszom udało się zbiec do warownej wierzy w Ramli, gdzie się zabarykadowali. Pod osłoną nocy wymknęli się i zbiegli do Arsuf.